# アルキルグリコシド

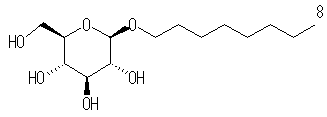
n-オクチル-β-D-グルコシドの構造式

アルキルグリコシド (alkylglycoside) とは糖と高級アルコールがグリコシド結合した非イオン（ノニオン）性界面活性剤 (Non-ion surfactant) である。
広義にはチオグルコシド結合したものもアルキルグルコシド系界面活性剤に含められ、グリコシダーゼにより分解されないという特徴を持つ。
ポリオキシエチレンエーテル型のノニオン界面活性剤に比べて臨界ミセル濃度値（CMC値）が低いという特徴があり、代表的なアルキルグリコシドとして n-オクチル-β-D-グルコシド（IUPAC組織名 1-O-オクチル-β-D-グルコピラノシド、CAS登録番号 29836-26-8）が挙げられる。

## 主なアルキルグリコシド
- n-オクチル-β-D-グルコシド
- n-オクチル-β-D-マルトシド
- n-デシル-β-D-グルコシド（デシルグルコシド）
- n-デシル-β-D-マルトシド
- n-ドデシル-β-D-グルコシド（ラウリルグルコシド）
- n-ヘプチル-β-D-チオグルコシド
- n-オクチル-β-D-チオグルコシド
- n-ノニル-β-D-チオマルトシド